# Evangelische Kirche (Wiesbaden-Delkenheim)

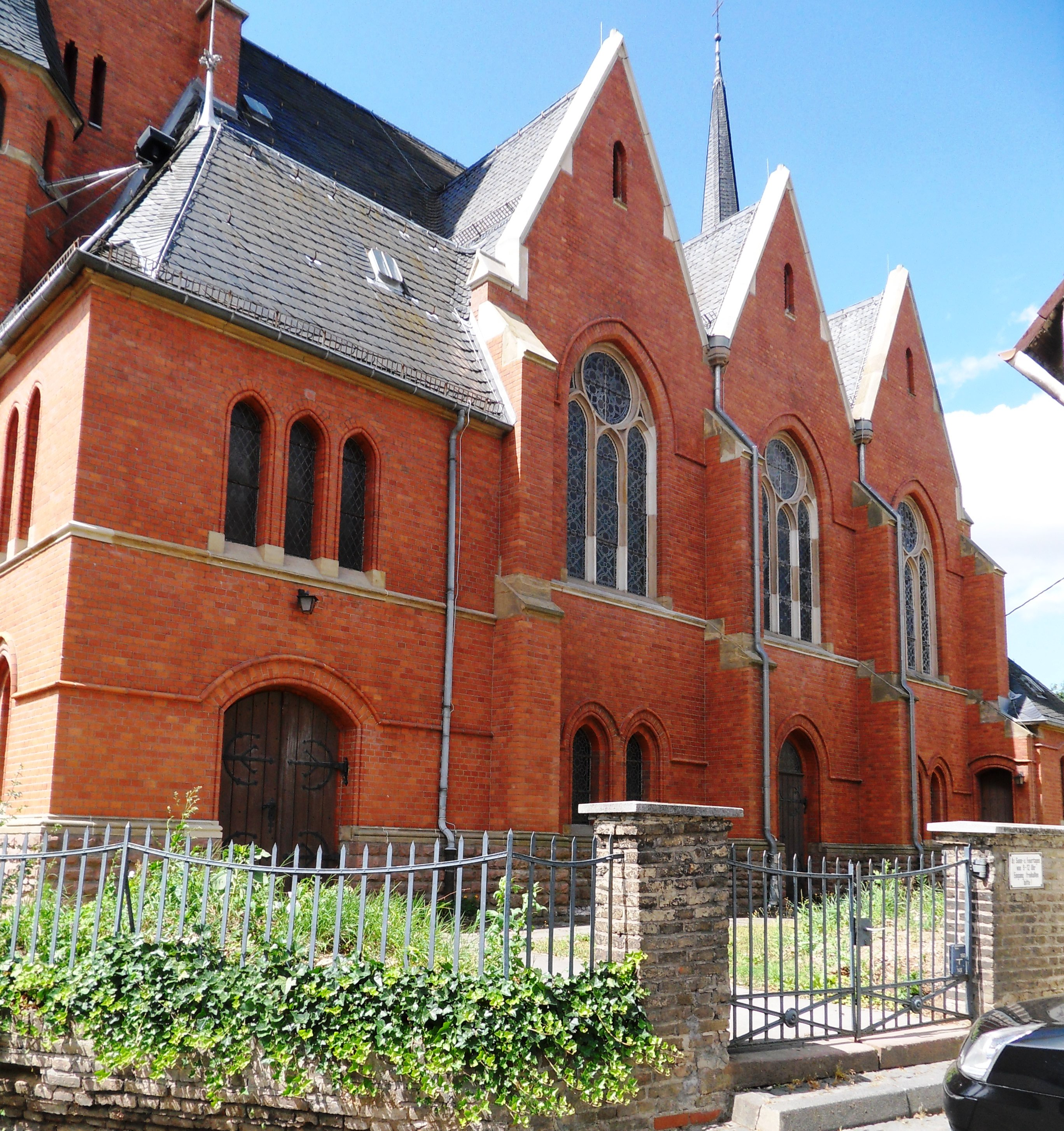
Evangelische Kirche (Wiesbaden-Delkenheim)

Die Evangelische Kirche Wiesbaden-Delkenheim ist ein denkmalgeschütztes Kirchengebäude, das in Wiesbaden-Delkenheim steht, einem Ortsbezirk der Landeshauptstadt Wiesbaden (Hessen). Die Kirchengemeinde gehört zum Dekanat Wiesbaden in der Propstei Rhein-Main in der Evangelischen Kirche in Hessen und Nassau.

## Beschreibung
Nach jahrelangen Auseinandersetzungen wurde die alte Kirche abgerissen und am 26. August 1893 der Grundstein für die neue Kirche, eine neugotische, dreischiffige Hallenkirche nach einem Entwurf von Ludwig Hofmann aus Backsteinen gelegt. Die mit Strebepfeilern gestützten  Seitenschiffe sind mit Zwerchhäusern bedeckt. Der Kirchturm im Westen ist mit einem achtseitigen, schiefergedeckten, spitzen  Helm bedeckt, der sich zwischen vier Wichhäuschen erhebt. Das Mittelschiff ist mit einem Rippengewölbe, die Seitenschiffe mit ihren steinernen Emporen sind quer mit Tonnengewölben überspannt. Im Osten erhebt sich aus dem Satteldach des Mittelschiffs ein zierlicher Dachreiter. Die Glasmalereien stammen aus der Glasmalereianstalt Ferdinand Müller. Vom Vorgängerbau wurden einige Skulpturen übernommen. Im Vestibül des Kirchturms steht ein Sakramentshaus mit einem Relief, das Jesus Christus zeigt. Die Orgel mit 21 Registern, 2 Manualen und Pedal wurde 1894 von Friedrich Weigle gebaut.